# Sternocera castanea
Sternocera castanea es una especie de escarabajo del género Sternocera, familia Buprestidae. Fue descrita científicamente por Olivier en 1790.

## Distribución geográfica
Habita en la región afrotropical.